# Hadrodontes oreas
Hadrodontes oreas är en fjärilsart som beskrevs av Talbot 1932. Hadrodontes oreas ingår i släktet Hadrodontes och familjen praktfjärilar. Inga underarter finns listade i Catalogue of Life.